# Чернов, Константин Николаевич
Константин Николаевич Чернов (22 октября 1865, имение Заречье, близ ст. Елизаветино, ныне — с. Б. Заречье Ленинградской обл. — 26 апреля 1937, Ленинград) — советский композитор, пианист, критик и  музыкальный писатель.

## Биография
Сын Николая Пахомовича Чернова. В детстве обучался игре на фортепиано. С 1894 года жил в Петербурге. Брал частные уроки по музыкально-теоретическим предметам у А. А. Петрова. Был в дружеских отношениях с М. А. Балакиревым. Выполнял заказы фирм В. В. Бесселя и П. И. Юргенсона (позднее музсектора Госиздата) на аранжировки и переложения.

## Творчество
Чернову принадлежат фортепианные переложения Вступления и Гопака из «Сорочинской ярмарки», оперы «Хованщина», орк. картины «Ночь на лысой горе», фп. цикла «Картинки с выставки», опер «Псковитянка» и «Боярыня Вера Шелога», симфонии «Антар», 2-й симфонии Бородина, 1-й симфонии Чайковского (в 4 руки) и др. Сотрудничал с «Русской музыкальной газетой» и журналом «Музыка и жизнь». Написал ряд тематических разборов произведений Глинки, Чайковского, Балакирева, Римского-Корсакова.